# Ambalal Dahyabhai Patel
Ambalal Dahyabhai Patel (A.D. Patel; geb. 13. März 1905, Kheda, Britisch-Indien; gest. 1. Oktober 1969) war ein indo-fidschianischer Politiker, Bauernführer und Gründer und Führer der National Federation Party in Fidschi. Patel engagierte sich kompromisslos für die Vision eines unabhängigen Fidschi mit vollständiger Rassenintegration. Er war einer der ersten, der eine Republik befürwortete, ein Ideal, das zu seinen Lebzeiten nicht verwirklicht wurde. Er befürwortete auch ein gemeinsames Wählerverzeichnis (common voters’ roll) und lehnte das kommunale Wahlrecht (communal franchise) ab, welches die fidschianische Politik kennzeichnete.

## Leben

### Jugend
Patel wurde am 13. März 1905 in Kheda, Gujarat, geboren. Er hatte drei Brüder und eine Schwester. Ambalal und sein jüngerer Bruder, Raojibhai Dahyabhai Patel, wurden später Barrister (Anwalt) in Fidschi und dort als „A.D.“ und „R.D.“ bekannt. Ambalal erhielt seine Schulbildung in Nadiad, dem Ort, den Gandhi nutzte, als er seinen gewaltlosen Protest in Indien begann. Er entwickelte schon früh in seiner Schulzeit die Angewohnheit zu lesen und war in der weiterführenden Schule ein hervorragender Schüler. Anschließend besuchte er das renommierte Gujarat College in Ahmedabad und studierte Wirtschaft, Politik und Geschichte. Im Alter von 20 Jahren schloss er 1925 seinen Bachelor of Arts mit Auszeichnung ab.
Nach seinem frühen akademischen Erfolg wurde er ausgewählt, sich auf die Prüfung zum indischen öffentlichen Dienst (ICS) vorzubereiten. Er schrieb sich an der London School of Economics ein, um seine Erfolgschancen bei der Prüfung zu verbessern, indem er direkte Erfahrungen mit der intellektuellen, sozialen und politischen Szene Englands sammelte. In London traf er auf andere Intellektuelle des Subkontinents und wurde sich der Notlage der in den anderen Kolonien lebenden Inder bewusst. Er änderte seinen ursprünglichen Plan einer Karriere im öffentlichen Dienst in Indien, ohne sich mit seinen Eltern abzusprechen, schloss sich dem Middle Temple an, um sich als Rechtsanwalt (Barrister) zu qualifizieren, und schloss sein Studium 1928 im Alter von 23 Jahren ab.

### Erste Ehe
Patels Vater versuchte ihn zu überreden, nach Indien zurückzukehren und dort als Anwalt zu praktizieren und bei der Ausbildung seiner jüngeren Geschwister zu helfen. Er half aber am Ende doch dabei, die Reise seines Sohnes von London nach Fidschi zu bezahlen, wo er am 11. Oktober 1928 ankam. Ein Grund für Patel, dass er nicht nach Indien zurückkehren wollte, war seine Beziehung zu einer geschiedenen Engländerin, Patricia Catherall Seymour, die einen Sohn aus ihrer früheren Ehe hatte. Dies war für den Patel-Clan in Indien inakzeptabel, zumal er vor seiner Abreise nach London mit einem Mädchen aus seiner Gemeinde verlobt worden war. Patricia Seymour kam 1933 mit ihrem kleinen Sohn in Suva an und am 25. Januar 1934 heirateten sie und Patel offiziell. Ihre interrassische Ehe wurde durch die rassistisch definierte soziale Hierarchie auf Fidschi belastet. Patricia wurde von den einheimischen Europäern geächtet und konnte nicht mit den einheimischen Indern kommunizieren. Das Paar trennte sich 1939 und ließ sich 1943 scheiden und Seymour reiste nach Neuseeland.

### Beginn des politischen Wirkens
Patel war 1929 zusammen mit Shivabhai Bhailalbhai Patel (S.B. Patel) und Vishnu Deo am Wahlkampf zum Legislativrat beteiligt (1929 Legislative Council election campaign), konnte jedoch nicht kandidieren, da er die zweijährige Wohnsitzpficht für Kandidaten nicht erfüllte. Er war an Gesprächen mit dem Gouverneur Sir Murchison Fletcher beteiligt, um die politische Krise zu lösen, die durch den Streik der fidschi-indischen Mitglieder des Legislativrates verursacht wurde, als ihre Forderung nach einer gemeinsamen Liste abgelehnt wurde.
Bis 1930 hatte Patel Führungspositionen in einer Reihe von Organisationen übernommen. Dazu gehörten: Präsident des Fiji Indian Congress, der aus dem Zusammenschluss zweier konkurrierender Organisationen entstand, Präsident der Indian Association of Fiji, Präsident der Indian Chamber of Commerce und Schirmherr des Gujarat Mandal.
Als 1935 vorgeschlagen wurde, Mitglieder des Legislativrates zu nominieren statt zu wählen, leitete Patel zusammen mit Vishnu Deo als Präsident und Sekretär der Indian Association of Fiji die Anti-Nominierungskampagne außerhalb des Parlaments.

### Erste Wahl
Patel nahm 1937 an den Wahlen zum Legislativrat für die North Western Indian Division teil. Sein Gegner war Chattur Singh, ein Gerichtsschreiber. Chattur Singh erhielt 671 Stimmen gegenüber den 651 von Patel. Patels Niederlage war eine Überraschung, insbesondere da er von der indischen Führung in Fidschi unterstützt wurde, zu der auch Vishnu Deo gehörte. Die Niederlage war auf mehrere Faktoren zurückzuführen. Chattur Singh war ein bekannter Einwohner in Ba, er war Präsident der Indian Association von Ba und sein älterer Bruder Parmanand Singh war einer der drei Inder, die 1929 in den Legislativrat gewählt worden waren. Patel hatte die muslimische Gemeinschaft verärgert aufgrund seines starken öffentlichen Auftretens gegen die Nominierung von Abgeordneten (die Muslime hatten um die Nominierung ihres eigenen Vertreters gebeten). Zudem war Patel ein Gujarati, den die Bauern aufgrund der hohen Zinssätze, die die Gujarati-Kaufleute verlangten, als Ausbeuter betrachteten. Der entscheidende Faktor war aber, dass Chattur Singh die Wahl zu einer Wahl zwischen einem in Fidschi und einem in Indien geborenen Mann gemacht hatte. Patel hatte die Situation nicht verbessert, als er sagte, Singh sei auf einem Zuckerrohrfeld geboren worden.

### General Manager des Sangam
Als die indo-fidschianische Sangam 1930 seine erste Schule gründete, wurde Patel deren Leiter. Er arbeitete eng mit Sadhu Kuppuswami, dem Gründer des Sangam, und Swami Avinashananda zusammen, der von der Ramakrishna-Mission zur Erkundungsmission ausgesandt worden waren, um Wege zur Förderung südindischer Sprachen zu finden. Am 31. Oktober 1937 wurde die Sangam als Gesellschaft mit beschränkter Haftung mit Patel als Geschäftsführer eingetragen. Patel gelang es, die Regierung davon zu überzeugen, die Sangam von Gesetzen zur Beschränkung des Landbesitzes auszunehmen, sodass die Sangam bis zu 4 km² (1000 Acre) besitzen konnten. Darüber hinaus beantragte Patel die Vertretung der Sangam im Bildungsausschuss, bat um Hilfe bei der Gewinnung von Lehrern aus Indien für den Unterricht südindischer Sprachen und bat die Regierung um Baustipendien. Seine Beharrlichkeit zahlte sich aus, als die Regierung die Kosten übernahm, um zwei südindische Lehrer aus Indien zum Unterrichten an die Sangam-Schulen zu holen. Patels Engagement im Sangam verstärkte sich mit der Ankunft von Swami Rudrananda im Jahr 1939.

### Gründung des Maha Sangh
Obwohl er 1938 Angebote des Kisan Sangh, dessen Führung zu übernehmen, abgelehnt hatte, gründete Patel im Juni 1941 mit Unterstützung von Swami Rudrananda den Maha Sangh. 1943 führte er die Zuckerrohrbauern in einen längeren Streik, nachdem seine Forderungen nach einer Erhöhung des Zuckerrohrpreises entsprechend der Inflation von der Colonial Sugar Refining Company abgelehnt worden war. Als sich die Mehrheit der Bauern weigerte, ihr Zuckerrohr zu ernten, berief sich die Regierung auf die Verteidigungsverordnung und beschränkte Patel und Swami Rudrananda auf einen Umkreis von fünf Meilen (8 km) von ihren Häusern in Nadi und verlangte von ihnen, die Polizei persönlich über ihre Bewegungen zu informieren. Sowohl Patel als auch Rudrananda beschlossen, dem Befehl nicht zu gehorchen, was beide vor Gericht brachte. Dies erregte die Bauern auf und viele versammelten sich in Nadi, um Gebetstreffen abzuhalten. In der gesamten westlichen Division waren die Geschäfte geschlossen. Patel und Rudrananda wurden zu einer Geldstrafe von jeweils 50 £ oder einem Monat Gefängnis verurteilt. Beide weigerten sich zu zahlen, aber bevor die fünf Tage abgelaufen waren, zahlte ein anonymer Unterstützer die Geldstrafe. Patel gewann den Fall später im Berufungsverfahren. Der Streik mitten im Weltkrieg und die Aufforderung an die Inder, nicht in die Armee einzutreten, bis sie den gleichen Lohn und die gleichen Bedingungen wie Europäer erhielten, führten zu einer Kluft zwischen Indern und Fidschianern, die bis heute fortwirkt.

### Wahlsiege und Verluste
Der Streik von 1943 brachte Patel an die Spitze der politischen Szene in Fidschi und er gewann problemlos die Wahlen zum Legislativrat von 1944 und besiegte das amtierende Mitglied von North West Viti Levu mit 1841 zu 554 Stimmen. Bei der Wahl 1947 behielt er seinen Sitz und siegte gegen Chattur Singh mit 1972 gegen 1106 Stimmen. 1948 wurde er mit der Unterstützung von drei der fünf ethnischen Inder im Legislativrat in den Exekutivrat berufen und überlistete damit seinen früheren Verbündeten Vishnu Deo. Bei den Parlamentswahlen 1950 unterlag er jedoch Tulsi Ram Sharma von der rivalisierenden Kisan Sangh. Bei den Wahlen von 1953 unterlag er wieder seinem alten Rivalen Ayodhya Prasad von der Kisan Sangh mit 2718 zu 1919 Stimmen. Während der Zeit außerhalb der Politik konzentrierte sich Patel auf seine Anwaltspraxis und unterstützte weiterhin die Sangam- und die Ramakrishna-Mission.

## Familie
1947 heiratete Patel in Indien Leela Ben, die 20-jährige Tochter eines alten Bekannten. Patel war damals 42 Jahre alt. Sie hatten fünf Kinder und die politische Auszeit zwischen 1950 und 1963 ermöglichte es Patel, mehr Zeit seiner Familie und seiner Anwaltspraxis zu widmen.

### Zuckerrohr-Konflikt 1960
Da ein Ankauf-Vertrag von 1950 1960 auslaufen sollte, entwarf die Colonial Sugar Refining Company (CSR) im Januar 1959 einen neuen Vertrag, der die meisten Gewinne der Landwirte in den letzten 20 Jahren zunichtegemacht hätte. Die Züchter waren dem Unternehmen gegenüber misstrauisch und beschlossen im Mai 1959, zusammenzuarbeiten und die Federation of Cane Growers zu gründen. Patel war ein führendes Mitglied der Genossenschaft. Es fanden mehrere Treffen zwischen der Growers Federation, dem Unternehmen und der Regierung statt. Das Unternehmen weigerte sich, nachzugeben, da es große Mengen Zucker auf Lager hatte und die Gespräche bald scheiterten. Der Gouverneur schlug eine Untersuchungskommission (commission of inquiry) vor, die jedoch von Patel abgelehnt wurde, der stattdessen ein Schiedsgericht (court of arbitration) vorschlug.
Am 24. Juli 1960 trennten sich Ayodhya Prasad von der Kisan Sangh und Vijay Raghubar Singh von der Labasa Kisan Sangh und unterzeichneten eine Vereinbarung mit CSR über den Kauf der Ernte von 1960. Die Spannungen nahmen zu, als Patels Gegner, Brahma Dass Lakshman (BD Lakshman) und Vijay R. Singh, ihn beschuldigten, die Inder erneut zu spalten und sie weiter in die Verschuldung zu treiben, und einige Fidschianer, darunter Ratu Sir Kamisese Mara, forderten, Patel abschieben zu lassen. Die Regierung ernannte eine Untersuchungskommission für die Zuckerindustrie unter der Leitung von Sir Malcolm Trustram Eve. Die Genossenschaft wurde durch Patel vertreten, unterstützt von Siddiq Moidin Koya. Patel wollte ein Gesetz, das die CSR dazu zwingen sollte, ihre Buchführung in Fidschi zu führen, damit das Unternehmen die Landwirte nicht um die Einnahmen aus der Melasse betrügen könnte, die Gründung kooperativer Mühlen der Erzeuger, um das Monopol der CSR zu brechen, und die Einrichtung eines unabhängigen Zuckerausschusses für die Überwachung des reibungslosen Funktionierens der Branche und der Abschaffung des Zuckerpreisstabilisierungsfonds (Sugar price Stabilisation Fund).
Die Entscheidung der Kommission widersprach größtenteils den Forderungen von Patel. Die Idee einer genossenschaftlichen Mühle wurde abgelehnt, weil die Kommission der Ansicht war, dass die Bauern sie nicht bewirtschaften könnten, wenn sie nicht einmal ihre Höfe selbst bewirtschaften könnten. Die Kommission unterstützte die Idee von CSR, eine hundertprozentige Tochtergesellschaft für die Verwaltung der Aktivitäten auf Fidschi zu gründen, und die South Pacific Sugar Mills Limited wurde geboren. Zukünftige Abgaben an den Zuckerpreisstabilisierungsfonds wurden abgeschafft, der Fonds blieb jedoch bestehen. Anstelle eines Zuckerausschusses empfahl die Kommission einen beratenden Zuckerrat. Die Kommission stimmte zu, dass CSR von der Melasse profitiert habe, empfahl jedoch keine von den Erzeugern geforderten Preiserhöhungen. Die Kommission unterstützte die Vorlage des Unternehmens zur Produktionskontrolle nach Gewicht statt nach Fläche. Bei der Frage der Aufteilung der Erlöse aus dem Zuckerverkauf schnitten die Erzeuger am Ende schlechter ab und erhielten einen Grundanteil von 57,75 %, viel weniger als im Vertrag von 1950–1959 (62,6 %). Eve kritisierte Patel auch dafür, dass er eine Politik verfolgte, die den Landwirten schadete, und dass er gegenüber dem Land, in dem er aufgenommen worden war, kein größeres Verantwortungsbewusstsein zeige.

## Gründung der Federation Party
Das Federation Committee trat in den Wahlen 1963 unter dem Banner der Citizens Federation an. Diese Föderation war keine echte politische Partei, sondern hatte das Ziel wirtschaftlichen, kulturellen und politischen Fortschritt und Stabilität in einem einigen Fidschi zu fördern. Alle drei Kandidaten der Citizens Federation wurden ins Legislative Council gewählt. Patel siegte wieder über Deo Sharma, den Präsidenten der Kisan Sangh, mit 6244 zu 3346 Stimmen.
Der Erfolg der Citizens Federation bei den Wahlen von 1963 und der bevorstehende Verfassungskonvent veranlassten Patel, die Citizens Federation in eine vollwertige politische Partei umzuwandeln. Die Federation Party wurde am 21. Juni 1964 mit Patel als Präsident und Siddiq Koya als Vizepräsident gegründet.

## Member for Social Services
Das Membership System wurde am 1. Juli 1964 eingeführt und Patel wurde zum Member for Social Services ernannt und übernahm die Verantwortung für kulturelle Aktivitäten, Bildung, Gesundheit, Gefängnisse, Sozialfürsorge und Wohltätigkeitsvereine. Während seiner zweijährigen Tätigkeit als Member for Social Services führte er eine Reihe bedeutender Veränderungen ein. Dazu gehörten die Einrichtung der Western Regional Library in Lautoka mit Zweigstellen in Ba, Nadi und Sigatoka, die Einrichtung des Fiji National Provident Fund, die Reform des Gefängnissystems und die stärkere Betonung der resozialisierenden Funktion der Gefängnisse. Patel förderte nicht-rassische Schulen und genehmigte die Schließung von Schulen, um Fragmentierung, Doppelarbeit, unnötigen Wettbewerb und kommunale Segregation zu reduzieren. Er versuchte, Rassen aus den Namen von Schulen zu streichen, hatte jedoch aufgrund des starken Widerstands der Fidschianer keinen Erfolg. Er forderte außerdem die Fiji Teachers Union und die Fijiian Teachers Association auf, sich zusammenzuschließen. Er sprach auch über die Notwendigkeit einer Universität in Fidschi.

## Auf dem Weg zur Unabhängigkeit Fidschis
Eine Verfassungskonferenz in London im Jahr 1965 (constitutional conference) hatte den Indo-Fidschianern geringfügige Zugeständnisse gemacht, indem sie Bildungs- und Eigentumsvoraussetzungen für das Wahlrecht abgeschafft und gleichzeitig die Gruppierungsbezogene Grundlage des Wahlsystems bestätigt hatte. Bei den Wahlen im September 1966 ging es um die Frage der neuen Verfassung, wobei die neu gegründete Alliance Party die Verfassung begrüßte und die Federation Party sie komplett ablehnte. Die Federation Party gewann alle neun indo-fidschianischen Sitze und erhielt 65,25 % der für diese Sitze abgegebenen Stimmen. Patel besiegte seinen alten Rivalen Ayodhya Prasad mit 7601 zu 4025 Stimmen. Kamisese Mara wurde zum Ministerpräsidenten gewählt und Patel wurde Oppositionsführer.
Die ethnischen Spannungen eskalierten nach der Annahme der Verantwortlichen Regierung (responsible government) im Jahr 1967, als Patels Erzrivale, der Häuptling Ratu Kamisese Mara von Lau, am 20. September zum Ministerpräsidenten ernannt wurde. Maras Alliance Party war eine Koalition indigener und europäischer Fraktionen mit minimaler indo-fidschianischer Beteiligung. Patel und die NFP wurden auf die Oppositionsbänke verbannt. Aus Protest gegen die Weigerung der neuen Regierung, eine zweite Verfassungskonferenz einzuberufen, führte Patel im September 1967 einen Massenstreik der neun NFP-Abgeordneten an. Das Fehlen in zwei aufeinanderfolgenden Perioden des Legislativrates führte zum Verlust ihrer Sitze und erzwang Nachwahlen.
Die darauffolgenden Nachwahlen waren von interethnischer Gewalt geprägt. Patels hetzerische Sprache – er nannte Mara „eine Krähe unter Schwänen“, erklärte, Mara sei in Gujarati ein Schimpfwort und charakterisierte die Chinesen als „Fresser von Katzen, Ratten und Fledermäusen“ – zerstörte einen Großteil des verbliebenen guten Willens der Fidschianer und auch britische Führer hatten Patel gegenüber Stellung bezogen. Als alle neun NFP-Abgeordneten mit stärkerer Mehrheit wiedergewählt wurden (bei den Wahlen 1968 gewann die NFP 78,55 % der abgegebenen Stimmen. Patel gewann mit 7903 zu 2772 Stimmen gegen Manikam Pillai), waren die Beziehungen zwischen den Indo-fidschianischen und indigenen Gemeinschaften auf einem neuen Tiefpunkt angelangt.

## Der Schiedsspruch von Lord Denning (Denning Award)
Patel nahm sich erneut der Belange der Landwirte an, als am 19. August 1969 ein Schiedsverfahren für den neuen Zuckerrohrvertrag eingeleitet wurde. Er lehnte den Eve-Vertrag ab und machte diesen dafür verantwortlich, dass die Bauern noch tiefer in die Verschuldung rutschten. Er sprach über die Monopolstellung der CSR, die geheimen Buchführungsverfahren und verdeckten Gewinne. Er forderte einen gerechteren Preis, der sich am Preis von Zucker und seinen Nebenprodukten orientierte. Der Denning-Vertrag gewährte den Erzeugern 65 % und den Zuckermüllern 35 % des Erlöses aller Verkäufe, einschließlich Melasse. Darüber hinaus garantierte er den Erzeugern einen Mindestpreis von 7,75 US-Dollar pro Tonne Zuckerrohr, der in zwei Raten gezahlt wurde. Denning lobte Patel dafür, dass er alle Fakten und Probleme der Zuckerindustrie beherrschte und sie mit Geschick und Verständnis darlegte.

## Tod
Patel starb plötzlich am 1. Oktober 1969, mitten in den Verhandlungen die zur Unabhängigkeit Fidschis führten, welche gerade einmal ein Jahr später gewährt wurde.
Trotz seines Republikanismus und seines scharfen Widerstands gegen die Institutionalisierung ethnischer und konfessioneller Rechte, von denen die ethnischen Fidschianer glaubten, dass sie ihre Interessen am besten schützten, begann er zum Zeitpunkt seines Todes Anzeichen dafür zu zeigen, dass er bereit war, indigenen Führern auf halbem Weg entgegenzukommen. Sein Nachfolger als Vorsitzender der NFP, Sidiq Koya, stimmte einem solchen Kompromiss mit Mara auf einer Londoner Konferenz im April 1970 tatsächlich zu. Mara war jedoch der Meinung, dass eine Einigung mit ihm viel mehr gebracht hätte, wenn Patel am Leben geblieben wäre, denn er hatte in der indisch-fidschianischen Gemeinschaft größeren Respekt erhalten.
Die meisten fidschianischen Führer sehen Patel heute freundlicher. Im Jahr 2005 kam der damalige Vizepräsident Ratu Joni Madraiwiwi nach einer Untersuchung von Patels privater Korrespondenz zu dem Schluss, dass er in Wirklichkeit nicht ohne Verständnis für indigene Interessen war, sondern nur missverstanden wurde.